# Heliconia bihai
Heliconia bihai, llamada popularmente bijao o plátano silvestre de Cuba, es una especie de la familia Heliconiaceae,  común en la selva amazónica, y el Caribe. Puede alcanzar 4 m de altura, con hojas en forma de abanico e inflorescencias con flores en forma de espiga con picos tubulares.

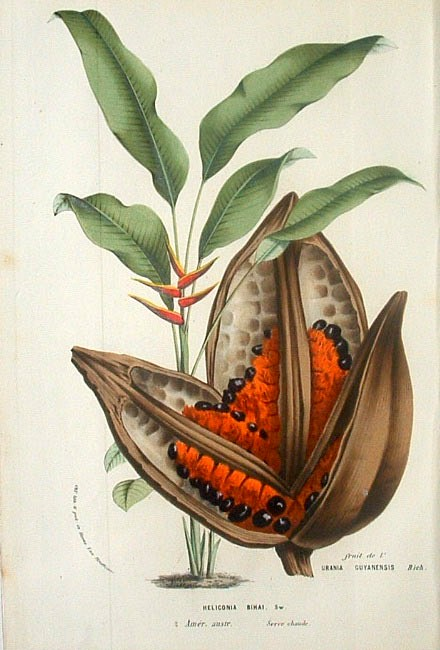
Ilustración

## Descripción
Las plantas alcanzan un tamaño de 6 m de altura. Las hojas son ampliamente oblongas, de 90-120 cm de largo, 20-30 cm amplias, en términos generales obtusas en la base; inflorescencias erectas, con pedúnculo de 15-50 cm de largo, brácteas ovadas a ovado-lanceoladas, largamente acuminado, obtuso en la base, ocultando así los verdaderos raquis, las puntas ascendentes de manera uniforme tanto en flor y fruto, por lo general de color rojizo con márgenes y quilla verdosas o amarillentas, a veces totalmente rojizo o amarillento , glabro o esencialmente así; perianto de 4-6 cm de largo, de color verdoso; la fruta oblonga de alrededor de 1,5 cm de largo.

## Usos

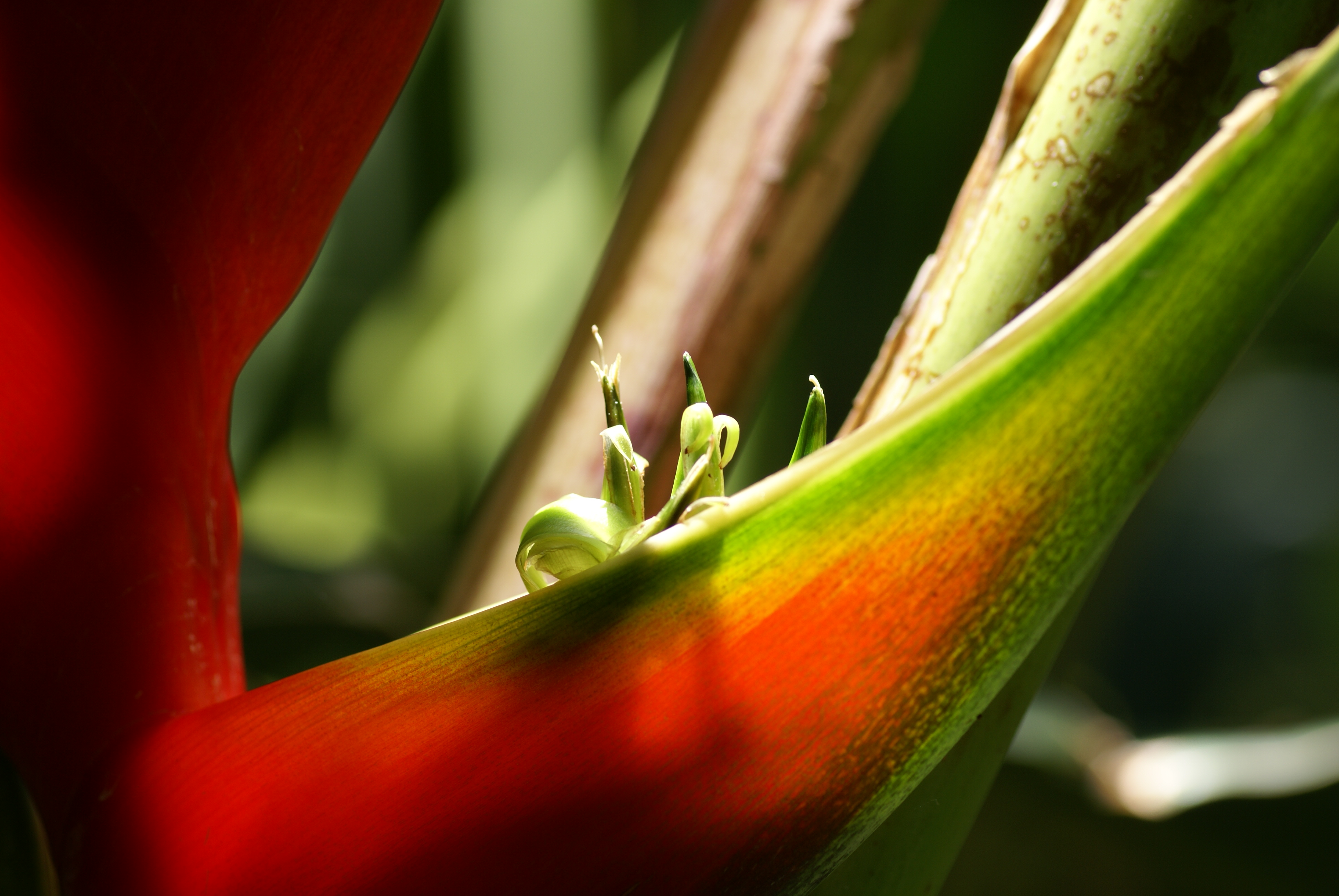
Flor.

Es una popular planta ornamental en regiones cálidas húmedas  (USDA zona 9-11),  y polinizada por murciélagos  y colibríes.
Las hojas son comúnmente utilizadas como envoltorio de tamales, juanes u otros platos regionales.

## Taxonomía
Heliconia bihai fue descrita por (L.) L.  y publicado en Mantissa Plantarum 2: 211. 1771.
Sinonimia
- Bihai bihai  (L.) Griggs
- Bihai distans  (Griggs) Griggs
- Bihai purpurea  (Griggs) Griggs
- Bihai rutila  (Griggs) Griggs
- Heliconia aurea  G.Rodr.[4]
- Heliconia caribaea  Lam. [4]
- Heliconia distans  Griggs
- Heliconia nigrescens  Jacq.
- Heliconia purpurea  Griggs
- Heliconia rutila  Griggs
- Heliconia schaeferiana  G.Rodr.[4]
- Heliconia variegata  Jacq.
- Musa bihai  L.[5]